# Ilinca Tomoroveanu
Ilinca Tomoroveanu (n. 21 august 1941, București, România – d. 2 mai 2019, București, România) a fost o actriță română de teatru și film. Din anul 2005 a fost director adjunct artistic al Teatrului Național „Ion Luca Caragiale”, unde și-a continuat și cariera de actor. În 1990 a devenit membră a UNITER, iar din 1999 a fost membră în senatul UNITER.  A fost distinsă, în anul 2004, cu Ordinul Meritul Cultural în grad de Comandor. 
De asemenea, a fost nepoata poetului Octavian Goga. 
Actrița Ilinca Tomoroveanu, director artistic al Teatrului Național "I.L. Caragiale" București, a murit la vârsta de 77 de ani, în data de 2 mai 2019.

## Activitate

### Actoria

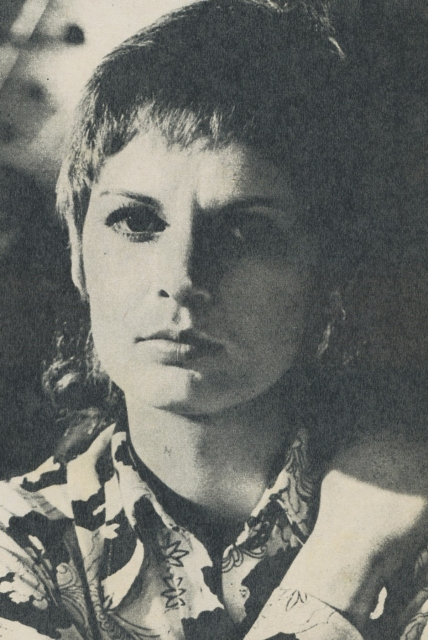
Ilinca Tomoroveanu

Ilinca Tomoroveanu a studiat la Institutul de Artă Teatrală și Cinematografică din București, promoția 1964 (clasa profesor Costache Antoniu, asistent Ion Cojar).
A debutat pe scena cinematografică în filmul "Darclee" (figuratie), apoi in 1960, în filmul „Mândrie” (regia Marius Teodorescu), iar pe scena teatrală a debutat în anul 1964, la Teatrul Național București în rolul Cristinei din piesa „Moartea unui artist”, de Horia Lovinescu (regia Horea Popescu).
După debut, Ilinca Tomoroveanu are o bogată carieră actoricească, jucând atât pe scena Teatrului Național din București, cât și în piese de teatru la Televiziunea Română sau în filme.
În stagiunea 2008–2009, Ilinca Tomoroveanu a interpretat la Teatrul Național „Ion Luca Caragiale” personajul Ilina Romescu din piesa Jocul ielelor, de Camil Petrescu.  Piesa a avut premiera în 12 mai 2007.
Ilinca Tomoroveanu a fost distinsă pentru activitatea sa cu Medalia Comemorativă Mihai Eminescu (2000) și cu Ordinul Meritul Cultural în grad de comandor (2004).

### Alte activități
Ilinca Tomoroveanu devine membră a Uniunii Cineaștilor din România (UCIN) în anul 1980, iar a Uniunii Teatrale din România (UNITER) din anul 1990.  Din 1998 face parte și din senatul UNITER.
Din 1999 este președinte de onoare al Fundației Culturale „Zilele Octavian Goga”.
Din anul 2005, a îndeplinit și funcția de director adjunct artistic al Teatrului Național „Ion Luca Caragiale” din București.

## Roluri

### Pe scena Teatrului Național „Ion Luca Caragiale” din București
| An   | Rol                     | Piesă                                                                                        |
| ---- | ----------------------- | -------------------------------------------------------------------------------------------- |
| 1964 | Cristina                | „Moartea unui artist”, de Horia Lovinescu, regia Horea Popescu                               |
| 1964 | Rosette                 | „Să nu te joci cu dragostea”, de Alfred de Musset, regia Moni Ghelerter                      |
| 1965 | Ruja                    | „Doamna lui Ieremia”, de Nicolae Iorga, regia Nicolae Massim                                 |
| 1965 | Anca                    | „Vlaicu Vodă”, de Alexandru Davila, regia Sică Alexandrescu                                  |
| 1965 | Crina                   | „Patima roșie”, de Mihail Sorbul, regia Cornel Todea                                         |
| 1966 | Dona Ana                | „Castiliana”, de Lope de Vega, regia Horea Popescu                                           |
| 1966 | Nuntașa                 | „Nuntă însângerată”, de Federico Garcia Lorca, regia Miron Nicolescu                         |
| 1967 | Oana                    | „Apus de soare”, de Barbu Ștefănescu Delavrancea, regia Sică Alexandrescu și Marietta Sadova |
| 1968 | Kathie                  | „Heidelbergul de altădată”, de Wilhelm Meyer Forster, regia Victor Moldovan                  |
| 1969 | Iulia                   | „Al patrulea anotimp”, de Horia Lovinescu, regia Mihai Berechet                              |
| 1971 | Silvia Domnișor         | „Să nu-ți faci prăvălie cu scară”, de Eugen Barbu, regia Sanda Manu                          |
| 1972 | Viorella Vidrighin      | „Un fluture pe lampă”, de Paul Everac, regia Horea Popescu                                   |
| 1972 | Ina                     | „Iadul și pasărea”, de Ion Omescu, regia Alexandru Finți                                     |
| 1972 | Celesta Finley          | „Dulcea pasăre a tinereții”, de Tennessee Williams, regia Mihai Berechet                     |
| 1974 | Lucille Desmoulins      | „Danton”, de Camil Petrescu, regia Horea Popescu                                             |
| 1977 | Roxana                  | „Cyrano de Bergerac”, de Edmond Rostand, regia N. Al. Toscani                                |
| 1978 | Berta                   | „Generoasa fundație”, de Antonio Buero Vallejo, regia Horea Popescu                          |
| 1979 | Naștenka                | „Însemnările unui necunoscut”, după Fiodor Mihailovici Dostoievski, regia Ion Cojar          |
| 1980 | Florence                | „Cavoul de familie”, de Pierre Chesnot, regia Sanda Manu                                     |
| 1983 | Natașa Golubeva         | „Între patru ochi”, de Alexandr Ghelman, regia Dan Necșulea                                  |
| 1986 | Maria Sinești           | „Jocul ielelor”, de Camil Petrescu, regia Sanda Manu                                         |
| 1984 | Gizi                    | „Papa Dolar”, de Andor Gabor, regia Mihai Berechet                                           |
| 1989 | Mara de Cylli, Tomlmay  | „Moștenirea”, de Titus Popovici, regia Mihai Manolescu și Horea Popescu                      |
| 1990 | Clitemnestra            | „Trilogia antică”, după Euripide și Sofocle, regia Andrei Șerban                             |
| 1993 | Uma                     | „Ghetou”, de Josua Sobol, regia Victor Ioan Frunză                                           |
| 1998 | Doamna Alving           | „Strigoii”, de Henrik Ibsen, regia Nicolae Scarlat                                           |
| 2001 | Ana Dmitrievna Karenina | „Cadavrul viu”, de Lev N. Tolstoi, regia Gelu Colceag                                        |
| 2002 | Salomia                 | „Crimă pentru pământ”, după Dinu Săraru, regia și dramatizarea Grigore Gonța                 |
| 2003 | Mașa                    | „Mașinăria Cehov”, de Matei Vișniec, regia Cristian Ioan                                     |
| 2007 | Irena Romescu           | „Jocul ielelor”, de Camil Petrescu, regia Claudiu Goga                                       |
| 2010 | Bătrâna                 | „Avalanșa”, de Tuncer Cücenoğlu, regia Radu Afrim                                            |

### În teatru la televiziune
- Smaranda - „Ochii care nu se văd”, regia Dan Necșulea
- Dona Sol - „Hernani”, de Victor Hugo, regia Cornel Popa
- Vanda - „Gaițele”, de Alexandru Kirițescu, regia Matei Alexandru
- Gena - „Titanic vals”, de Tudor Mușatescu, regia Horea Popescu
- Tița - „Bălcescu”, de Camil Petrescu, regia Horea Popescu

### Cinematografie
- Darclée (1960) - figurație[5]
- Mîndrie (1961)
- „Dragoste lungă de-o seară", regia Horea Popescu, 1963
- „Runda 6", regia Vladimir Popescu-Doreanu, 1965
- La porțile pămîntului (1966)
- Castelanii (1967)
- „Frumoasele vacanțe", regia Karoly Makk, 1967
- Războiul domnițelor (1969)
- „Pentru că se iubesc", regia Mihai Iacob, 1971
- „Dincolo de orizont", regia Ștefan Traian Roman, 1978
- De-aș fi Peter Pan (1992)
- Cu un pas înainte, regia Alexandru Berceanu, Jesus del Cerro, 2007
- Moștenirea, regia Iura Luncașu, 2010

## Viață personală
Căsătorită din 1977 cu actorul Traian Stănescu, au împreună un fiu, Mihai Stănescu.
Este fiica lui Alexandru Tomoroveanu, economist cu studii la Paris, fost director general al CEC (1941-1948).

## Premii și distincții
Președintele României Ion Iliescu i-a conferit artistei Ilinca Tomoroveanu la 7 februarie 2004 Ordinul Meritul Cultural în grad de Comandor, Categoria D - "Arta Spectacolului", „în semn de apreciere a întregii activități și pentru dăruirea și talentul interpretativ pus în slujba artei scenice și a spectacolului”. 